# 苓北町
苓北町（日语：／ Reihoku machi */?）是位于日本熊本縣西部，天草群島西北部的一個町，屬天草郡。
由於過去天草群島被稱為「苓州」，此地又位於「苓州」的北部，因此命名為「苓北」。

## 歷史
在江戶時期設有代官所，為整個天島群島的政治、經濟中心。

### 年表
- 1889年4月1日：實施町村制，現在的轄區在當時分屬：天草郡富岡町、志岐村、坂瀨川村、都呂呂村。
- 1955年1月1日：志岐村、坂瀨川村和富岡町合併為苓北町。[3]
- 1956年9月30日：都呂呂村被併入苓北町。

### 變遷表
| 1889年以前 | 1889年4月1日 | 1889年 - 1949年 | 1950年 - 1989年          | 1950年 - 1989年 | 1989年 - 現在 | 現在   |
| ---------- | ------------ | --------------- | ------------------------ | --------------- | ------------- | ------ |
|            | 富岡町       | 富岡町          | 昭和30年1月1日 苓北町    | 苓北町          | 苓北町        | 苓北町 |
|            | 坂瀨川村     |                 | 昭和30年1月1日 苓北町    | 苓北町          | 苓北町        | 苓北町 |
|            | 志岐村       |                 | 昭和30年1月1日 苓北町    | 苓北町          | 苓北町        | 苓北町 |
|            | 都呂呂村     | 都呂呂村        | 1955年9月30日 併入苓北町 | 苓北町          | 苓北町        | 苓北町 |

## 觀光資源
- 富岡城遺跡
- 志岐城遺跡
- 妙見瀑布

## 教育

### 大學
- 九州大學大學院理學府附屬臨海實驗所

### 高等學校
- 熊本縣立苓洋高等學校

### 特殊學校
- 熊本縣立苓北養護學校

## 姊妹、友好都市

### 日本
- 唐津市（佐賀縣）：於1994年10月1日締結為姊妹都市

## 外部連結
- （日語） 苓北町商工會